# Pireneusi pézsmacickány
A pireneusi pézsmacickány (Galemys pyrenaicus) az emlősök (Mammalia) osztályának Eulipotyphla rendjébe, ezen belül a vakondfélék (Talpidae) családjába tartozó faj.
Nemének egyetlen faja.
A régebbi rendszertani besorolások szerint a rovarevők (Insectivora) rendjébe, aztán pedig a saját pézsmacickányformák (Desmaninae) alcsaládjába tartozott; azonban manapság újból vakondformának számít.

## Előfordulása
A Pireneusok vidékén él. Hegyi patakok és állóvizek környékén, 300 és 1200 méter között.

## Alfajai
- Galemys pyrenaicus pyrenaicus E. Geoffroy St. Hilaire, 1811 - szinonimája: Galemys pyrenaica pyrenaica (Geoffroy, 1811)
- Galemys pyrenaicus rufulus Graells, 1897

## Megjelenése
Testhossza 11-13,5 centiméter, farokhossza 13-15,5 centiméter, magassága 3,1-3,8 centiméter és testtömege 50-80 gramm. Teste patkányszerű. Ormánya rendkívül mozgékony, szeme nagyon kicsi, farka testénél hosszabb, lapos, pikkelyes lábfején úszóhártyák és sörteszegélyek vannak. Hátoldala sötétbarna fényű, hasa ezüstfehér. Faroktöve alatt mósuszmirigy található.

## Életmódja
Főként éjszaka tevékeny. A vízben vadászik, a szárazon csak ritkán. Hátsó lábaival evezve és mellső lábait hátracsapva remekül úszik. A parton lakóüregeket ás. Hangja sajátos, éles ciripelés. Tápláléka rovarok és egyéb gerinctelenek, de néha kisebb gerincesek is.

## Szaporodása
A nőstény 4 utódot hoz a világra, áprilisban.